# Club de Aventuras AD
El Club de Aventuras AD (CAAD) es el principal grupo de aficionados a las aventuras conversacionales y los relatos interactivos en lengua española. Fue fundado en 1988.

## Historia
El CAAD nació como club de aventureros españoles en 1988, a raíz de un anuncio publicado en la revista MicroHobby. Ligado en principio a la compañía Aventuras AD llegó a contar con más de 160 aficionados que mantenían contacto epistolar a través de un fanzine bimensual. Tras la desaparición de Aventuras AD y el declive de los ordenadores de 8 bits, el club entró en una lenta crisis hasta que, con la expansión de Internet y la creación de una página web, numerosos aficionados al género volvieron a tomarlo como punto de encuentro y referencia.